# Posvojitev
Posvojitev (s tujko adopcija) je postopek, s katerim oseba prevzame starševstvo nad nekom, s katerim ni v bližnjem sorodstvu. Hkrati je to pravni akt, ki vzpostavi družinsko razmerje med vpletenimi osebami, z enakimi dolžnostmi in pravicami kot izhajajo iz naravnega starševstva. V tem se razlikuje od skrbništva.
Zakonodaja določa minimalne zahteve za posvojitev, med katerimi so pogoste: 
1. Minimalna starost posvojitelja, ki je pogosto višja od polnoletnosti, in včasih najvišja starost.
2. Sposobnost za uveljavljanje državljanskih pravic.
3. Posvojitelj ne sme biti trenutni varuh.

V preteklosti, predvsem v antičnem Rimu, so družine brez otrok z adopcijo imenovale dediče, pogosto so bili posvojeni tudi odrasli, da bi jim s sprejemom v vplivno družino omogočili politično kariero. Tujka adopcija izhaja iz latinske besede adoptare kar pomeni izbrati.